# Bosque nacional de Amapá

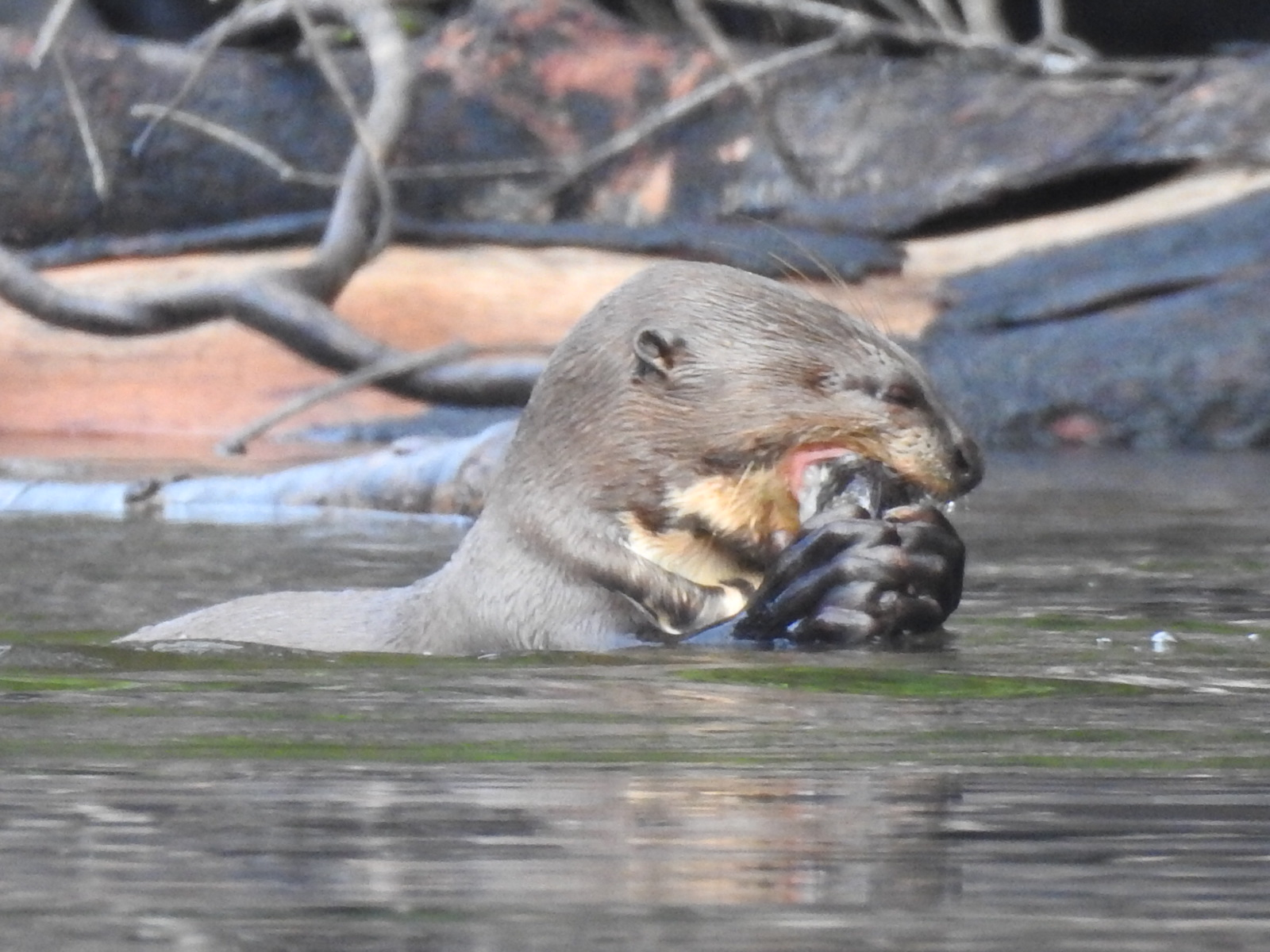
Nutria alimentándose en el bosque nacional de Amapá

El Bosque Nacional de Amapá (portugués: Floresta Nacional do Amapá) es una área natural protegida en el estado de Amapá, Brasil. Ubicado en la selva amazónica, en la región conocida como Escudo Guayanés, su objetivo básico es el uso sostenible de los recursos forestales. Es administrado por el Instituto Chico Mendes para la Conservación de la Biodiversidad. Está clasificado como área protegida de la UICN categoría VI (área protegida con uso sostenible de los recursos naturales).

## Geografía
El Bosque Nacional de Amapá está dividido entre los municipios de Pracuúba (52,85%), Ferreira Gomes (44,07%) y Amapá (3,08%) en el estado de Amapá. Tiene una superficie de 460.359,14 hectáreas e está casi totalmente limitado por tres ríos, el río Mutum, el río Araguari y el río Falsino. Limita con otras dos áreas protegidas, el Parque Nacional Montañas del Tumucumaque y el Bosque del Estado de Amapá.
El acceso principal es por el río Araguari, saliendo del municipio de Porto Grande, por 50 km de río. El punto de llegada es en el encuentro de los ríos Araguari y Falsino, donde se ubica una base de la gestión del área natural protegida. Aún es posible llegar a los límites del Bosque a través de una pequeña carretera ramal de 3 km, que conecta el municipio de Serra do Navio con las orillas del río Araguari. Sin embargo, sus condiciones son muy precarias.

## Historia
El Bosque Nacional Amapá fue creado por el decreto presidencial 97.630 del 10 de abril de 1989. Es parte del Corredor de Biodiversidad de Amapá, creado en 2003. El Consejo de Gestión se estableció mediante la ordenanza 100 el 12 de diciembre de 2008. El Plan de Gestión se aprobó el 9 de enero de 2014.

## Características
La vegetación del parque es la selva tropical.

## Actividades turísticas
Es posible visitar el Bosque Nacional de Amapá principalmente por el río Araguari, en la ciudad de Porto Grande. Los principales atractivos son sus ríos, rápidos y bosques, además de la población que habita esta región y su cultura. La población ribereña local recibe turistas, para conocer los ríos, los senderos, sus casas y sus actividades tradicionales. Toda visita es necesariamente en barco, ya que esta área natural protegida está rodeada de ríos. Además, al estar al otro lado del río, también se visita el Bosque de Estado de Amapá.
El Bosque Nacional Amapá es una de las pocas Unidades de Conservación Federal que permite la pesca deportiva, pero solo en el río Araguari.